# هاروه ساتو
هاروه ساتو (انگلیسی: Harue Sato؛ زادهٔ ۱ ژانویهٔ ۱۹۷۶) بازیکن فوتبال اهل ژاپن است که در تیم ملی فوتبال زنان ژاپن بازی کرده‌است.